# 애빙던온템스

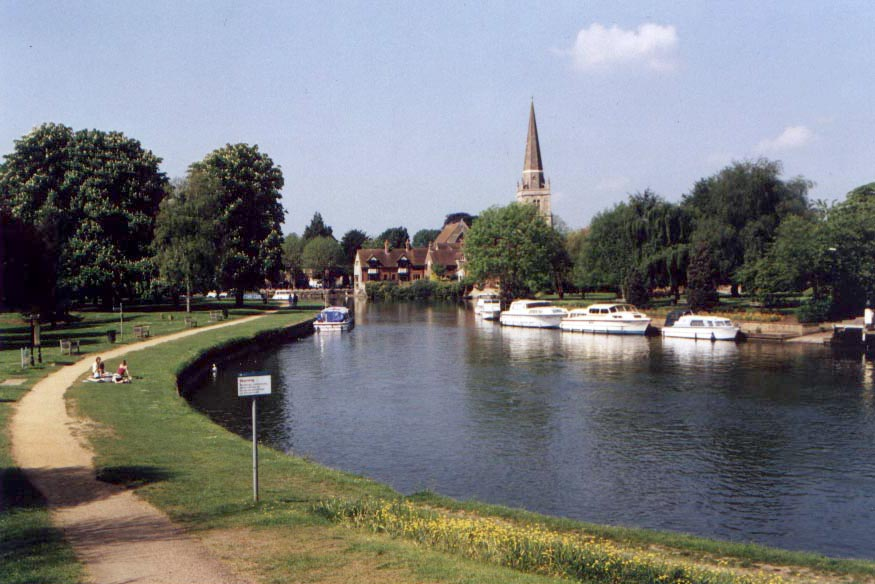
애빙던온템스

애빙던온템스(Abingdon-on-Thames)는 잉글랜드 옥스퍼드셔주의 도시로, 인구는 36,626명이다. 동남쪽에 템스강이 위치하고 있다.